# Mūsų Lietuva
Mūsų Lietuva (deutsch: Unser Litauen) ist eine litauische Enzyklopädie über litauische Städte und Städtchen.

## Geschichte
Insgesamt wurden 4 Bände mit 3.036 Seiten und über 3.000 Fotos und Illustrationen herausgegeben. Das Werk entstand zwischen 1955 und 1987.
Die Archivmaterialien liegen heute bei der Vytautas-Magnus-Universität Kaunas.
Der Autor von Mūsų Lietuva ist Bronius Kviklys, der an der Universität Kaunas Journalistik, Jura und Wirtschaft studierte und nach den USA emigrierte. Er arbeitete über 20 Jahre in Chicago als Arbeiter in einer Fabrik.
Bronius Kviklys forschte über 32 Jahre in Archiven und organisierte die Herausgabe. Zu jener Zeit waren die Archive in Litauen für Ausländer nicht zugänglich.
In sowjetischer Zeit erschien „Mūsų Lietuva“ in einer Auflage von 30.000 Exemplaren in Boston und war sofort ausverkauft. 
Eine weitere Ausgabe um 1995 wurde vernichtet.